# Cycle Shooting
Cycle Shooting, conosciuto in Giappone come Violent Shooting (バイオレントシューティング?, Baiorento Shūtingu), è uno sparatutto con pistola ottica per arcade sviluppato e pubblicato nel 1986 dalla Taito. È il secondo e ultimo titolo nel genere realizzato dalla compagnia, dopo N.Y. Captor.

## Modalità di gioco
In Cycle Shooting, da una prospettiva in prima persona il giocatore deve affrontare il compito di eliminare i teppisti di strada che appaiono sullo schermo per accumulare punti attraverso sei livelli. È fondamentale colpire i nemici rapidamente, prima che questi abbiano la possibilità di contrattaccare. Il giocatore dispone di una barra della salute che può contenere fino a dieci tacche. Ogni volta che un nemico lo colpisce, una tacca viene rimossa; se la barra si svuota completamente, si perde una vita. All'inizio di ogni nuovo livello, la barra della salute si riempie nuovamente, ripristinando il numero massimo di tacche.
Durante il gioco, al termine del secondo, quarto e sesto livello, il giocatore deve affrontare un boss (due boss nel quarto livello) prima di poter proseguire alla fase successiva. Oltre ai nemici, possono apparire occasionalmente bersagli bonus come faccine o angeli. Colpirli consente di guadagnare punti extra o una vita aggiuntiva. Al termine di ogni livello, il punteggio totale del giocatore è influenzato non solo dal numero di colpi sparati e da quelli andati a segno, ma anche dalla precisione con cui sono stati effettuati.

## Cloni
Sempre per arcade, esiste un bootleg di Cycle Shooting che porta il nome di Bronx, prodotto da un'azienda sconosciuta e uscito nel medesimo anno dell'originale.